# Kadkan
Kadkan (persiska: کدکن) är en ort i Iran.   Den ligger i provinsen Khorasan, i den nordöstra delen av landet, 700 km öster om huvudstaden Teheran. Kadkan ligger 1 881 meter över havet och antalet invånare är 3 166.
Terrängen runt Kadkan är huvudsakligen kuperad, men åt nordväst är den platt. Terrängen runt Kadkan sluttar norrut.Runt Kadkan är det ganska glesbefolkat, med 25 invånare per kvadratkilometer. Kadkan är det största samhället i trakten. Trakten runt Kadkan består i huvudsak av gräsmarker.